# Połupin
Połupin (niem. Rusdorf) – wieś w Polsce, położona w województwie lubuskim, w powiecie krośnieńskim, w gminie Dąbie. W latach 1975–1998 miejscowość administracyjnie należała do województwa zielonogórskiego.
W miejscowości znajduje się węzeł drogowy dróg krajowych nr 29 i 32.
Wieś wzmiankowana była po raz pierwszy w 1305 r.
Na terenie wsi znajduje się Kościół parafialny pw. bł. Karoliny Kózka oraz grodzisko średniowieczne.

## Grodzisko w Połupinie
Zachowało się tu jedno z najstarszych grodzisk wczesnośredniowiecznych na terenie Środkowego Nadodrza, które badał Edward Dąbrowski. Położone na południowej krawędzi pradoliny Odry mogło tworzyć wraz z grodem w Krośnie Odrzańskim i grodem w Gostchorzu zaporę na przejściu przez dolinę Odry. Grodzisko jest dziś całkowicie zalesione kryjąc pod warstwą humusu szczątki osady z VII wieku i powstałego w jej miejscu ufortyfikowanego grodu plemiennego z końca VIII. Gród został spalony w połowie IX wieku. Przeprowadzone w latach sześćdziesiątych XX wieku badania wykopaliskowe przyniosły odkrycie śladów odcinka drewniano-ziemnego i kamiennego wału, fos, obiektu mieszkalnego.